# Mimika
mimika（みみか、本名：礒貝 美佳（いそがい みか）、旧姓：溝渕（みぞぶち）、1985年6月26日 - ）は、香川県高松市香川町出身の、日本のシンガーソングライター。

## プロフィール[1]
anaBUKIダンス&ボーカルスクール、AtoNO Records ボーカルスクール出身。小中高の12年間、バレーボールをしていた。
2006年7月7日にストリートライブデビュー。
2007年3月、ミニアルバム「まるごとみみか」でCDデビュー。
2009年]0月、「MUSIC FOR CHILDREN」をたちあげる。チャリティーライブを行い、特定非営利活動法人「世界の子どもにワクチンを日本委員会（JCV）」を通じ、ミャンマーやブータンなどの子供たちにワクチンを送る活動をしている。
2017年3月30日に所属事務所である「たまごカンパニー」の代表であり、音楽ユニット「幸美AMP」ドラマーの磯貝直輝と入籍したことをブログ内で発表した。

## ディスコグラフィー[4]

### CDシングル（限定販売）
- 秋葉原限定シングル どどどんまいっ（2006年7月7日）
- さぬき限定シングル さぬきうどんまいっ（2006年12月1日）
- Five Arrows ～TRY AGAIN!!～（2010年10月23日）
  - 1.Five Arrows ～TRY AGAIN!!～（feat ミトカツユキ）：プロバスケチーム・高松ファイブアローズオフィシャルソング
  - 2.Hopping ～bjRemix～

### CDシングル
- 恋のHAPPY★PEACH（2007年8月3日）
  - 1.恋のHAPPY★PEACH
  - 2.おうどん：はなまるうどんテーマソング

- 扉をひらいて（2007年9月7日）
  - 1.扉をひらいて：ドラグナーズアリア 竜が眠るまでテーマソング

- Signal☆（2011年4月18日）
  - 1.パンキッシューズ☆　
  - 2.やったるでぃ　　
  - 3.恋海

### ミニアルバム
- まるごとみみか（2007年3月9日、AtoNo Records）
  - 1.どどどんまいっ
  - 2.Let'sひとりパーティー
  - 3.ターボ
  - 4.くっつきんぼ
  - 5.ロマンスカー：TBS「エンタメキャッチ」2007年4-6月 エンディングテーマ

- どしゃぶりHEART（2008年10月8日、Bellwood Records）

作詞などで元C-C-Bの関口誠人が携わっている。
- - 1.どしゃぶりHEART：TBS「アナCAN」、BayFM「路上魂」エンディングテーマ
  - 2.ネクタイのスーパースター：HONDA（東北地方限定） CMソング
  - 3.ターボ/Rock Style
  - 4.いってきます
  - 5.ぱぴぱぴSUNDAY
  - 6.Sweet Call
  - 7.Jumping Star

- Rock UNITED（2009年6月3日、Bellwood Records）
  - 1.Hey!Summer Music!!：日本テレビ系「おもいッきりDON!」2009年6月 エンディングテーマ
  - 2.BANG×BANG×BANG
  - 3.ペルセウス
  - 4.夏恋花火
  - 5.Jelly Beans

### DVD
- まるごとみみか～LIVE&CLIP～"1万枚への挑戦"（2007年7月7日、色空間レーベル）
- Monosso★mimika～うぃうぃみみ缶BAND物語～（2007年10月10日、AtoNO Records）

## メディア出演
- 2008年4月-7月：「AKiBAッテキ!!」（SkyPerfecTV エンタ!371）レギュラー司会。
- 2008年7月-2009年3月：「たいこちゃんが行く!!」（テレビ埼玉）たいこちゃん（生徒）役レギュラー。
- 2008年10月-2025年3月：「mimikaのものっそラジオ」 
  - FM高松（毎週土曜16時～16時30分）
  - 2009年1月より開始
    - FMおたる（毎週木曜13時30分～14時）

  - 2009年4月より開始
    - エフエム太郎（毎週火曜14時30分～15時）
    - ビーチステーション（毎週水曜17時30分～18時）
    - レインボーFM（毎週金曜11時00分～11時30分）
    - 愛ステーション（毎週金曜14時～14時30分）
    - FM JUNGLE（毎週金曜14時30分～15時）
    - Hits FM（毎週金曜23時30分～24時）
    - FM愛's（毎週土曜10時30分～11時）
    - FM POCO（毎週土曜22時30分～23時）
    - FM OZE（毎週日曜13時00分～13時30分）
    - 中央エフエム（毎週日曜19時00分～19時30分）

  - 2009年7月より開始
    - fmいずみ（毎週土曜20時00分～20時30分）

- 2009年4月-：「MUSIC SEED mimikaのWelcome to AtoNO Records!!」
  - TOKYO FM（第1金曜27時30分～28時）
- DJ Tomoaki’s Radio Show!（2009年6月4日、10月8日、10月22日、下北FM）※ゲストとして出演
- たまカンTV（2010年7月14日-、Ustream）
- OLIVER'S WORLD（2010年10月-12月、あっ!とおどろく放送局）
- mimikaのぶっちゃけスタジオ（2010年12月10日-、Ustream）
- mimikaの『MUSIC☆VARIETV』 （2011年4月4日-、あっ!とおどろく放送局）
- 岡山ダイハツ販売のＣＭ
- 2014年4月 - 最強ドリーム百貨店：リポーター（瀬戸内海放送）
- 2016年2月 - mimikaとUPデート：司会（瀬戸内海放送）
- 2021年9月 - 2025年3月　mimikaの全力Jumpy！：（瀬戸内海放送）